# Elimia athearni
Elimia athearni är en snäckart som först beskrevs av Clench och Turner 1956.  Elimia athearni ingår i släktet Elimia och familjen Pleuroceridae. IUCN kategoriserar arten globalt som livskraftig. Inga underarter finns listade i Catalogue of Life.